# Параклавситирон

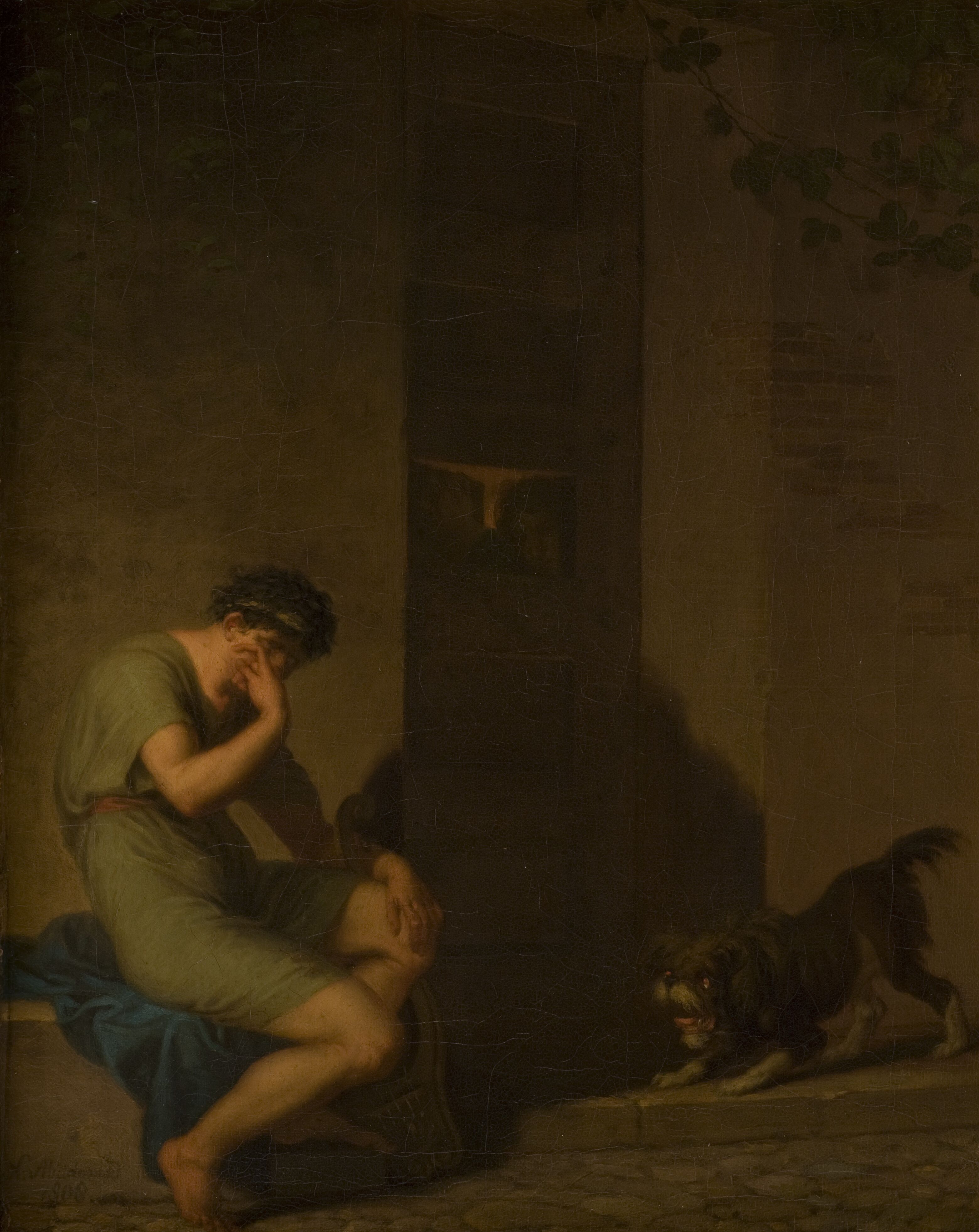
Николай Абильдгор. «Плач Тибулла перед дверью возлюбленной». 1808

Параклавситирон, параклауситрон, (греч. παρακλαυσίθυρον, paraclausithyron), «дверная заплачка», «песнь под дверью» (лат. vigilatio ad clausas fores) — жанр античной поэзии, представляющий собой любовную песнь поэта у закрытой двери любимой, диалог поэта с одушевленной дверью.
Долгое время считался исконно античным жанром, но в итоге оказалось, что прием был известен и в древнеегипетской поэзии. Некоторые исследователи предполагают, что мотив повлиял и на библейскую Песнь Песней (5.2-8).
В греческой поэзии ситуация связана с комосом — пиршеством молодых людей на открытом воздухе после опьянения на симпосии. Каллимах использует ситуацию, чтобы поразмышлять о самообладании, страсти и свободной воле, когда препятствие в виде двери устранено.
В древнегреческой поэзии низкого жанра (паллиата) подобные серенады имели комические интонации, но в древнегреческой лирической поэзии не встречается. 

В римской комедии у Плавта («Куркулион», 55-65, 147 слл.): 
Эй, замки! Вам, замки, мой привет от души!

Вас люблю, вас хочу, вас зову, вас молю!

Вы, краса всех замков, в час любви к вам мольба:

Вместо вас, вместо всех, пусть шуты пляшут здесь.

Спрыгнув вниз, я молю, дайте ей выйти вон, —

Той, что кровь пьет мою. Бедный я, страсти раб!

Ах, смотри, горе мне! Крепким сном спят замки.

В помощь мне, нет, нейдут. Нет и нет жизни в них.

Но я вижу, сейчас ничего для меня не желаете вовсе вы сделать.

(Плавт)
Греческий комастический параклавситирон пьяного веселья по мере того, как он развивался в  зрелую литературную форму, заменил изначальное буйстов на печаль, беспомощность и отчаяние влюбленного, полное жалости к себе.
В Риме, в особенности при Августе, наоборот, тема стала мотивом любовной поэзии (Гораций, «Оды» 3.10 , 3.26; Тибулл «Adde merum» 1.2; Проперций 1.16; Овидий, «Метаморфозы», 1.6, продолжение этого мотива — история Пирама и Фисбы). Катулл трактовал тему в сатирическом варианте (№ 67).

После Овидия тема исчезает.
К нежно любимой моей приставлена грозная стража,

Плотная дверь заперта неодолимым замком.

Пусть тебя ливень сечет, о дверь её злого владыки, 

Пусть Юпитера гнев молнии мечет в тебя!..

Дверь, отворись только мне, побежденная жалобной просьбой.

И не скрипи, коль тайком ночью тебя отопрут!

Если в безумстве своем тебе посылал я проклятья,

Сжалься, молю: пусть они мне же падут на главу.

Помнить должна ты о том, что в слезных моленьях поведал

Я, гирляндой цветов твой оплетая косяк.

(Тибулл)
Топосы параклавситирона:
1. Проход exclusus amator с симпосия по улицам к двери своей возлюбленной, где его отвергают, после чего он начинает сетовать. 
2. Его опьянение. 
3. Факелы. 
4. Бдение влюбленного у двери. 
5. Мрачная погода (ветер, дождь, снег). 
6. Мольбы и угрозы влюбленного. 
7. Его жалобы на страдания и слезы. 
8. Его стихи, написанные на дверном проеме
9. Гирлянда, которую была надета на голову влюбленного, он часто оставляет у ее двери как свидетельство своего бдения.
Римляне добавили пять основных топосов: 
10. Одушевление двери: возлюбленный обращается не к возлюбленной, а к самой двери, как к живому существу, в надежде убедить ее открыться. Дверь занимает центральное место в римском параклавситироне, вероятно, потому, что она имела большое значение как религиозный символ. 
11. Использование Gebetsparodie - пародийного присвоения римской молитвенной формы, в обращении к двери или другим препятствиям.
12. Обращение с дверью так, как будто это божество или алтарь.
13. Концепция furtivus amor (скрытой любви), в которой влюбленная не свободна. В результате фигура custos (хранителя), который следит за puella (возлюбленной) для leno (владельца) или vir (мужа), является обычным, даже стереотипным элементом, особенно в элегии. Поскольку римская элегия уже использовала furtivus amor (в своих любовных треугольниках), элегический параклавситирон должен был принять эту же характеристику. 
14. Поражение возлюбленного (отсюда термин «exclusus amator»), в отличие от двух возможных концовок греческого параклавситирона (отпереть дверь, войти внутрь). Вероятно, это связано с тем, что запертая дверь является мощным символом недостижения, неисполнения и скорби. 